# ジョン・エドガー・フーヴァー
ジョン・エドガー・フーヴァー（英語: John Edgar Hoover, 1895年1月1日 - 1972年5月2日）は、アメリカ合衆国の司法官僚。
ジョン・エドガー・フーバー、J・エドガー・フーヴァーなどと表記されることもある。

## 人物
連邦捜査局（FBI）の初代長官である。1924年5月10日にアメリカ合衆国司法省内の捜査局（Bureau of Investigation：BOI）の第6代長官に任命され、組織がFBIに改称された後の1972年に死去するまで48年にわたり長官職にとどまった。就任当時の第30代カルビン・クーリッジから第37代リチャード・ニクソンまで、8代の大統領に仕え、これは現在に至るまで合衆国で、最も長く政府機関の長を務めた人物の記録となっている。なお、彼以降はFBI長官任期は、権力の集中や犯罪組織との癒着を防ぐため10年に制限されている。
フーヴァーはFBIを巨大な犯罪捜査機関として強化したことや、指紋ファイルや法医学研究所などの捜査技術の近代化と科学的な捜査手法を導入したことで称賛された。
晩年と死後、フーヴァーは権力の乱用が明らかになり、議論の余地のある人物となった。彼はFBIの管轄権を超え、政治的な反対者や活動家に対してFBIを使って秘密ファイルを作成し、不正な方法を使って情報を収集したことが判明した。その結果、フーヴァーには権力が集中し、大統領をも脅かす立場となった。伝記作家のケネス・アッカーマンはフーヴァーの秘密ファイルが大統領による罷免から彼を守ったという考えは誤っているとする。しかしリチャード・ニクソンは1971年にフーヴァーを罷免しなかった理由の1つとして、フーヴァーからの報復を恐れていたと述べている。
ハリー・S・トルーマン大統領によれば、フーヴァーはFBIを秘密警察へと変えた。トルーマンは次のように述べている。「ゲシュタポや秘密警察は欲しくない。FBIはその方向に向かっている。彼らはセックススキャンダルと明らかな脅迫に手を染めている。J・エドガー・フーヴァーは優位に立つためなら右目すら差し出すだろう。上院と下院の全ての議員は彼を恐れている。」

## 経歴

### 生い立ち
ワシントンD.C.生まれと自称していたらしいが、生い立ちの詳細はほとんど知られていない。出生証明書は彼が43歳となった1938年までファイルされなかった。よく知られる初期のプロフィールは、ジャーナリストのジャック・アレグサンダーが1937年にニューヨーカー・マガジンに執筆したものによる。実父は、連邦政府職員であったが心を病み療養生活に入っていた。高校卒業後、アメリカ議会図書館で働きながら、ジョージ・ワシントン大学で学士号を取得後、1916年、ジョージ・ワシントン大学ロースクールを卒業。1917年にはジョージ・ワシントン大学から法律学の修士号を取得、また司法試験にも合格した。学生時代にフラタニティの1つである「カッパ・アルファ・オーダー」（en）のメンバーとなった。この図書館勤務でファイリング術を体得している。

### 司法省からFBIへ

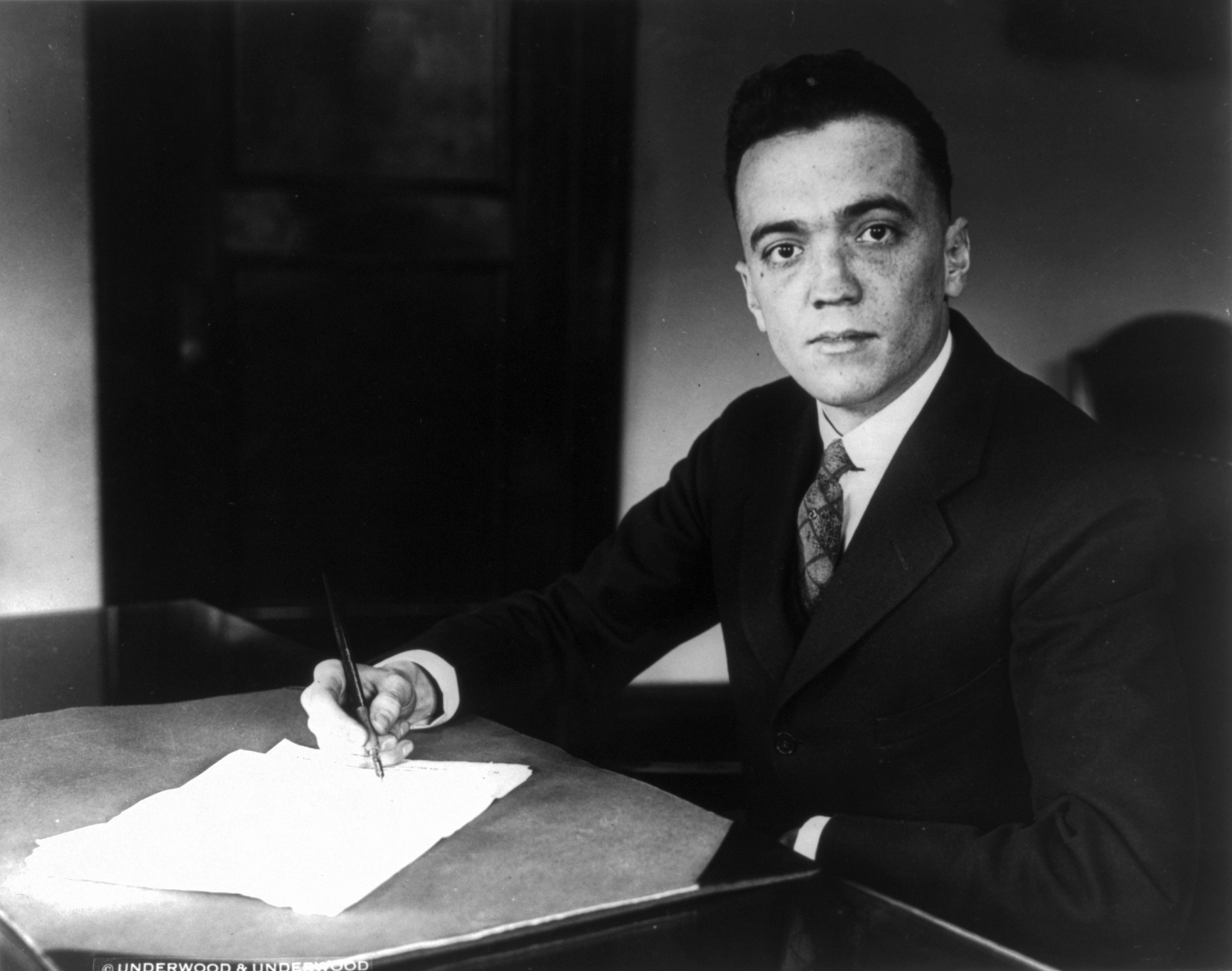
1932年のフーヴァー

大学卒業後、司法省に入省し、在留敵国人登録課長としてその有能さをすぐに証明した。1919年に司法省の新しい諜報部門の長となった（ギャングのパーマー襲撃を参照）。1921年には捜査局副長官、1924年に29歳の若さで長官に就任した。
就任当時、捜査局には441人の特別捜査官を含むおよそ650人の職員が在籍していた。彼はそれまで予算も少なく腐敗した弱小官庁だったFBIの組織改革に意欲的に取り組んだ。職員の私生活を調査し、不倫・同性愛・借金、さらには体重などを理由に次々に職員を解雇する一方で、アメリカ全土から優秀な警察官を採用した。
ただ、フーヴァーは人種差別主義者であり、当時のFBI捜査官に有色人種をほとんど起用しなかった。一方、日系人の強制収容には「スパイと思しき者たちは真珠湾攻撃の直後にFBIが既に拘束している」として反対し、罪と能力への偏見を明確に分けていた。
就任中は、1930年代のギャング狩り、第二次世界大戦中のスパイ摘発、戦後の冷戦期初期に台頭したマッカーシズム（いわゆる赤狩り）には非米活動委員会と協調した諜報活動を行うなど、時代の要請に応じて様々な活動を指揮した。
こうした彼の指揮する諜報活動は連邦議会議員にまで及んでおり、そこで得たスキャンダル情報を盾に政治家さえも対応に窮するほどであった（後述）。こうした中、捜査局は1933年に捜査部（Division of Investigation：DOI）に、1935年に連邦捜査局（Federal Bureau of Investigation：FBI）に変革改名され、1939年にはFBIが国内の諜報分野で卓越した能力と権限を持つことになり、1924年から1971年まで連邦議会はFBIの予算審議をいっさい行えないほどの「聖域」を築いた。
1939年に米国科学アカデミーより公共福祉メダルを受賞し、1966年にFBI長官としての功績に対し栄誉賞を受賞した。

### Official and Confidential（公式かつ機密）

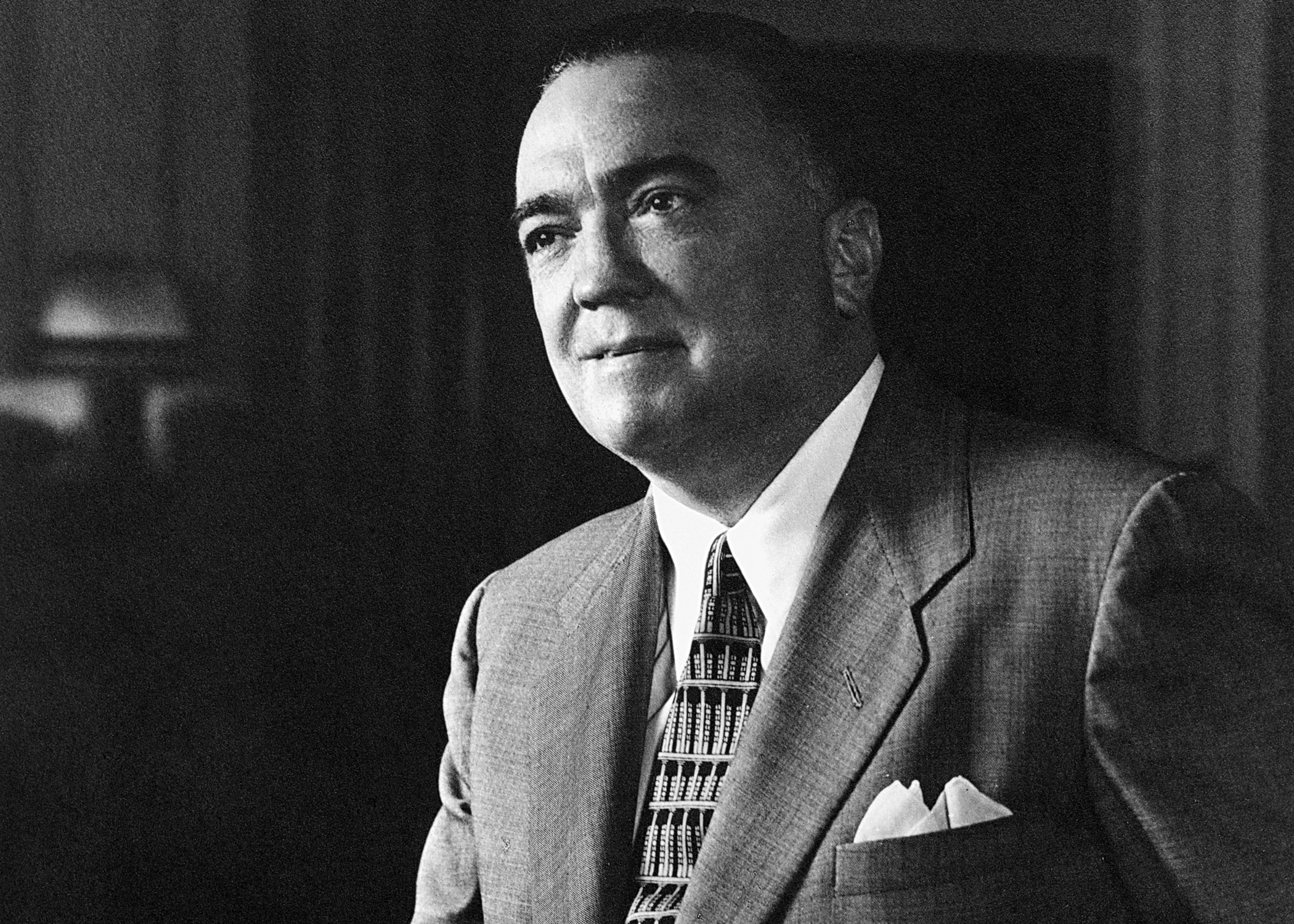
1959年のフーヴァー

フーヴァーは人々の情報、特にFBIの記録とは別に非公式に政治家達の情報を収集してファイルに収録することでその影響力を蓄えていった。アメリカ大統領を筆頭にした政権の閣僚のスキャンダルも収録していたので、大統領さえも彼に手を出せなかった。『大統領たちが恐れた男』の原題であるOfficial and Confidential（公式かつ機密）は、フーヴァーが収録したファイルの名前を元にしている。「フーヴァー・ファイル Files of J. Edgar Hoover」には、有名人に対する恐喝や政治的迫害が記録されている。
リンドン・ジョンソン大統領は、自分が上院議員だった頃の電話を盗聴したのかフーヴァーに何度も電話で尋ねた。ケネディ大統領は、海軍に勤務していた20歳当時、女性との性的な関係を実際に盗聴されてしまった。

### 政治家からの追及
1960年代の始め、上院議員のエドワード・ロングは聴聞会を開き、FBIの盗聴を追及した。フーヴァーはこれに激怒し、彼に命じられた側近とFBI捜査官の2人が、ロングのスキャンダルをいくつか収録した「公式かつ機密」ファイルを本人に見せに行った。以後、ロングの追及は尻すぼみになった。
1961年に大統領に就任したジョン・F・ケネディもフーヴァーを免職しようとした。フーヴァーはすぐにケネディのもとに行き、もし免職したら自分が持っている情報（ケネディの女性問題や、自らも親しいサム・ジアンカーナなどのマフィアとの関係）を公開すると言い放ったという。ロバート・ケネディがFBIを厳しく締め上げたとき、フーヴァーの右腕のクライド・トルソンは「誰かが奴を撃ち殺してくれればいいのに」と言い残している。
フーヴァーの死の直後、リチャード・ニクソンが部下に命じてフーヴァーの書斎を調査させた。その「遺産」の内容を見たニクソンは激怒したと言われている。その非公式の「遺産」は膨大な量だったと言われ、事実、秘書のヘレン・ギャンディが処分に数日を費やしたほどだった。

### マフィアとの関係
競馬など賭博好きのフーヴァーは、当時勢力を強めていたこともあり存在感とともに非難が高まっていたものの、賭博に強い影響力を持っていたフランク・コステロやサム・ジアンカーナ、マイヤー・ランスキーなどのマフィアに対して、「FBIの管轄外である」として強い態度に出ることはなかった。また、マフィアから収賄があったことが死後明らかになっている。

## 私生活

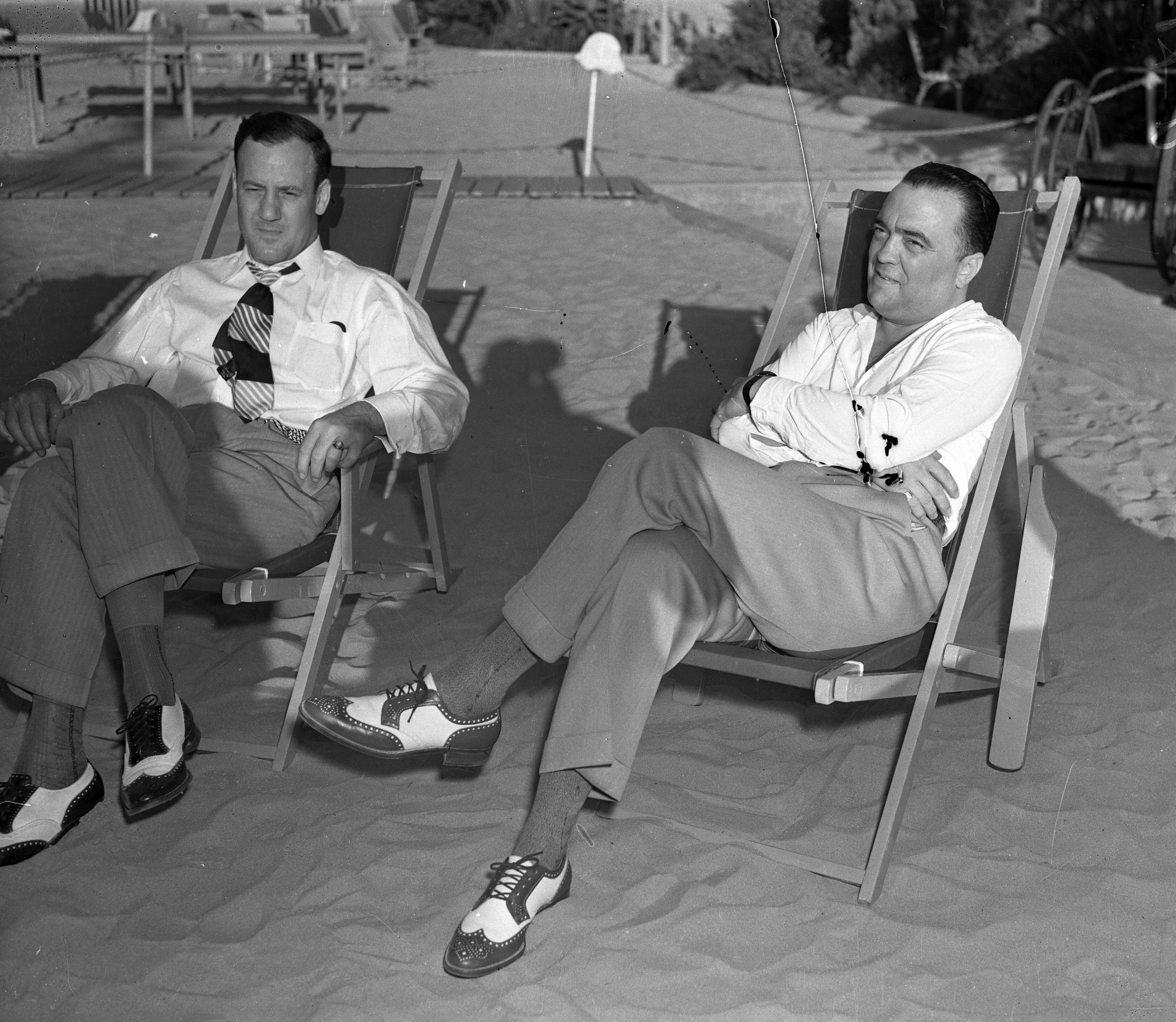
クライド・トルソン（左）とフーヴァーが1939年にロサンゼルスのビーチでくつろいでいるところ。

- フーヴァーが同性愛者であり、服装倒錯者だったという推測及び噂が生前から多く出回っていたが、上記のように自らの記録を残さないようにしていたこともあり明確な証拠は殆ど残されていない[14]。
- フーヴァーはFBIの副長官（Associate Director）であったクライド・トルソン（英語版）と40年以上の付き合いがあり、彼らはしばしば共に休暇を取り、毎日昼食を共にとっていた。トルソンとの関係を証明する写真をマフィアが所有していたという噂もある。また、彼らは両方とも生涯独身であり、フーヴァーは1938年に母親が亡くなるまで母親と同居していた。
- フリーメイソンのメンバーでもあった[15]。

## 関連作品
- 阿部陽一 『フェニックスの弔鐘』 第36回江戸川乱歩賞受賞作
- ドキュメンタリー『葬られた歴史の真相』シリーズ 第6回『J.エドガー・フーバーの秘密』（ナショナルジオグラフィックチャンネル）
- 『J・エドガー』 - クリント・イーストウッド監督による伝記映画。レオナルド・ディカプリオがフーヴァーを演じる。
- 『ケネディ家vsFBI長官フーバー/第2次南北戦争・スキャンダルと陰謀の日々』（1987年） - TVムービー。
- 『ザ・シンプソンズ』 - 第8シーズン第10話の「スプリングフィールド・Xファイル」というエピソードに、上記の服装倒錯者であったという噂を元にしたような肖像画が一瞬映るシーンがある。
- 『高い城の男』 - 第3シーズンより登場。劇中ではアメリカ東海岸を支配した大ナチス帝国の軍門に降っており､北アメリカ情報局長として登場。
- 『裸の銃を持つ男 PART33 1/3 最後の侮辱』- 警察やFBIの歴代功労者のスーツが展示される中、フーヴァーのディスプレイには女装の品々が飾られている[16]。
- 『パブリック・エネミーズ』 - マイケル・マン監督によるバイオレンス映画。ビリー・クラダップが演じる。

## 関連書籍
- 『FBI 独裁者フーバー長官』（ウィリアム・サリバン（元FBI幹部捜査官）、ビル・ブラウン（ジャーナリスト）共著）

土屋政雄訳、中公文庫、1987年、改版2002年。ISBN 4122039991
- カート・ジェントリー『フーヴァー長官のファイル』

吉田利子訳、文藝春秋 上下、1994年。ISBN 4163485503、ISBN 4163485600
- アンソニー・サマーズ『大統領たちが恐れた男：FBI長官フーヴァーの秘密の生涯』

水上峰雄訳、新潮社 1995年。ISBN 4105309013／新潮文庫 上下 1998年
- マルク・デュガン『FBIフーバー長官の呪い』（中平信也訳、文春文庫、2007年。ISBN 4167705435）
- 『FBIの歴史』（ロードリ・ジェフリーズ=ジョーンズ（イギリス人の20世紀アメリカ史研究者））

越智道雄訳、東洋書林、2009年。ISBN 4887217587